# Pochodne sulfonylomocznika
Pochodne sulfonylomocznika – grupa organicznych związków chemicznych będących podstawionymi amidami kwasów benzenosulfonowych i mocznika. Stosowane są jako doustne leki przeciwcukrzycowe o działaniu hipoglikemicznym (obniżającym poziom glukozy w krwi) w terapii cukrzycy typu 2, gdy metody pozafarmakologiczne (np. dieta z ograniczeniem łatwo przyswajalnych węglowodanów, wysiłek fizyczny) nie pozwalają na osiągnięcie normoglikemii. 

Struktura ogólna pochodnych sulfonylomocznika

## Zastosowanie
Warunkiem skuteczności leczenia tą grupą leków jest zdolność do wytwarzania endogennej insuliny - co można stwierdzić poprzez badanie poziomu peptydu C. Nieznacznie obniżony poziom peptydu C wskazuje na potencjalną skuteczność tej grupy leków. W razie podwyższenia poziomu peptydu C i istniejącej hiperglikemii wskazane są doustne leki z innych grup znoszących niekorzystne zjawisko insulinooporności. W miarę trwania cukrzycy i jej leczenia lekami tej grupy - zdolności do wytwarzania endogennej insuliny z upływem lat stopniowo maleją. Zbyt niskie wywarzanie insuliny (laboratoryjnie zbyt niski poziom peptydu C) może powodować wtórną nieskuteczność tych leków w leczeniu cukrzycy i wskazywać na konieczność innych działań terapeutycznych. Leki z tej grupy mogą być łączone z niektórymi innymi lekami przeciwcukrzycowymi, w tym szczególnie z pochodnymi biguanidu. Ponieważ leki te nie znoszą insulinooporności, nie są zalecane jako leki pierwszego rzutu w przypadku jej wystąpienia, nie są też zalecane u osób z dużą nadwagą. 
Leki z tej grupy różnią się między sobą:
- siłą działania hipoglikemicznego
- czasem półtrwania
- obecnością (lub nie) działań pozatrzustkowych.

Przykładowa (rosnąca) siła działania: tolbutamid < chlorpropamid < glibenklamid

Glibenklamid
Glipizyd
Glimepiryd
Gliklazyd

W przeciwieństwie do pochodnych biguanidu niektóre z tych leków mogą powodować hipoglikemię. 
Pierwszym lekiem z tej grupy był karbutamid, wprowadzony do lecznictwa w połowie lat 50 XX wieku. Został on wycofany dość wcześnie z uwagi na działania niepożądane. Później zsyntetyzowano wiele leków z tej grupy. Umownie można podzielić leki na:

## Pochodne sulfonylomocznika pierwszej generacji
- karbutamid
- tolbutamid
- chlorpropamid

Leki z pierwszej generacji nie wywoływały pożądanych efektów pozatrzustkowych i praktycznie zostały wyparte z leczenia cukrzycy - zastąpione lekami drugiej generacji.

## Pochodne sulfonylomocznika drugiej generacji
- glibenklamid
- gliklazyd
- glimepiryd
- glipizyd
- glikwidon

Z tej grupy leków praktycznie nie jest stosowany glibenklamid, z uwagi na poposiłkową hiperinsulinemię i brak korzystnego działania pozatrzustkowego. Łączenie tej grupy leków z inhibitorami α-glukozydazy (np. akarbozą) lub pochodnymi biguanidu (np. metforminą) jest możliwe, a wręcz czasem zalecane. 

Struktura pochodnych sulfonylomocznika stosowanych jako leki
Karbutamid
Tolbutamid
Chloropropamid

- Glibenklamid
- Glipizyd
- Glimepiryd
- Gliklazyd

## Przeciwwskazania
Przeciwwskazaniem do stosowania leków tej grupy jest:
- cukrzyca typu 1
- powikłania w przebiegu cukrzycy typu 2
  - nefropatia
  - stopa cukrzycowa